# Откович Василь Петрович

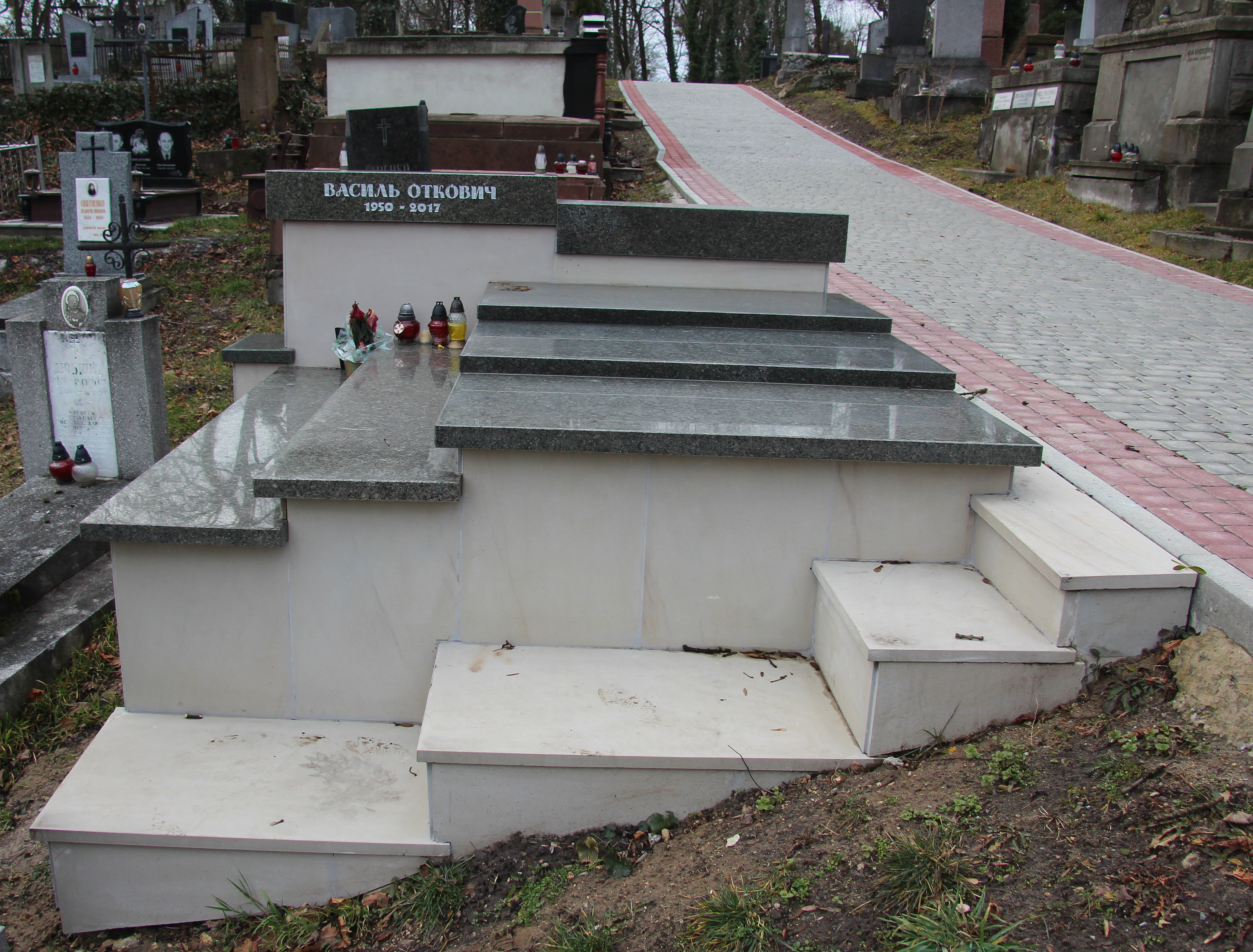
Гробівець родини Василя Отковича на 75 полі Личаківського цвинтаря

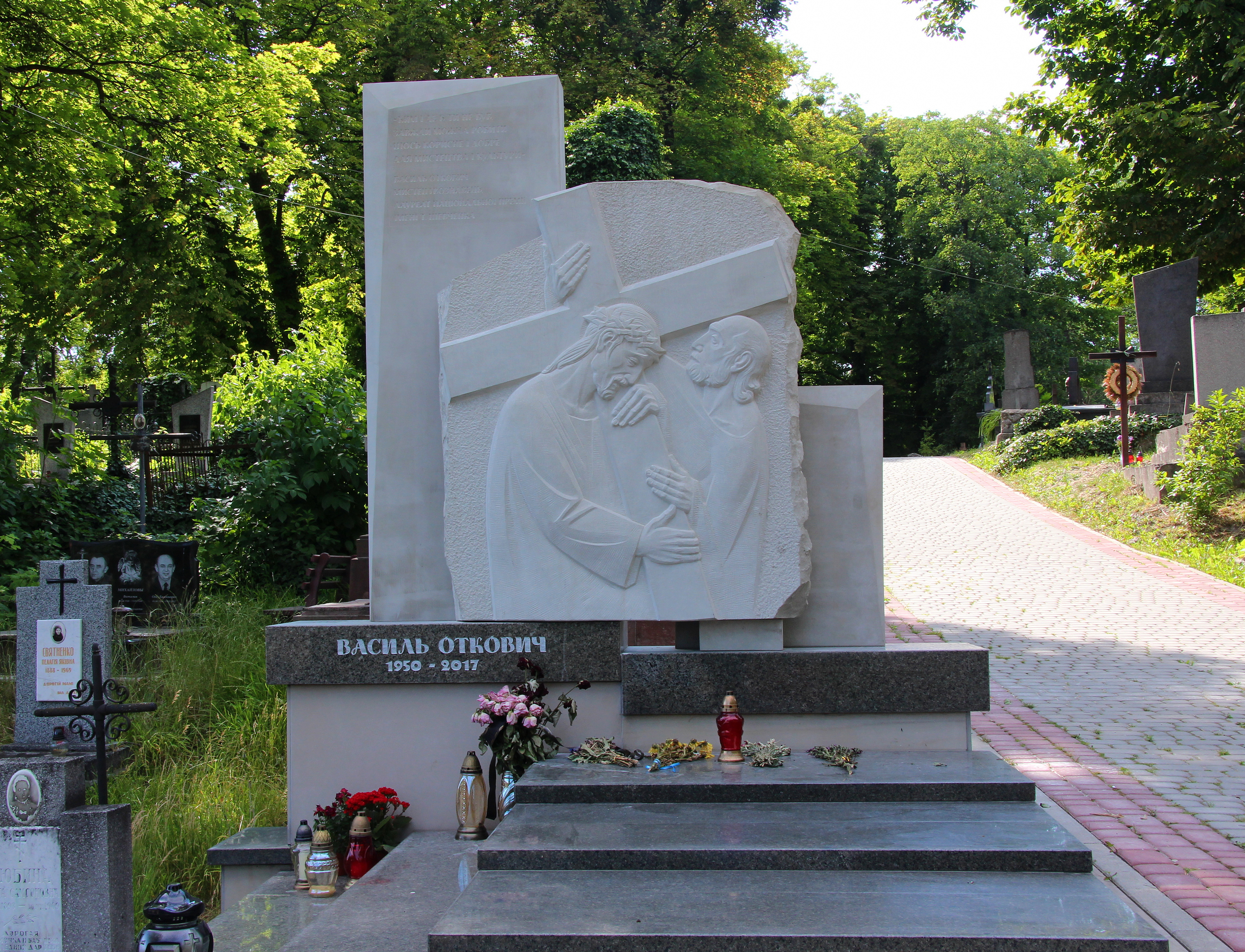
Гробівець родини Василя Отковича на 75 полі Личаківського цвинтаря

Отко́вич Васи́ль Петро́вич (20 червня 1950, Вовчухи — 25 травня 2017, Львів) — український мистецтвознавець, кандидат мистецтвознавства, дослідник народного іконопису, доцент, лауреат Національної премії України імені Тараса Шевченка, заслужений діяч мистецтв України, член Національної спілки художників України. Молодший брат художника-аквареліста Мирослава Отковича.

## Родина та походження
Народився 20 червня 1950 року в селі Вовчухи Городоцького району Львівської області (нині Городоцька міська територіальна громада Львівського району). Дружина — Павлишин Людмила Мирославівна, художниця. Дочка — Откович Наталія, художниця. Син — Откович Мирослав, журналіст.

## Основні дати життя та творчості
- 1965 Закінчив із відзнакою Вовчухівську восьмирічну школу.
- 1969 Закінчив відділ кераміки Львівського училища прикладного мистецтва імені Івана Труша. Працював на заводі художником бюро естетики.
- 1970 Зарахований на посаду екскурсовода у Львівський музей українського мистецтва.
- 1978 Закінчив Київський державний художній інститут (факультет теорії та історії мистецтва).
- 1986 Прийнятий у члени Львівської організації Спілки художників України.
- 1990 Вийшли друком монографія «Народна течія в українському живопису XVII-XVIII ст.» та альбом «Іван Сколоздра. Живопис на склі». У тому ж році призначений директором музею етнографії та художнього промислу.
- 1991 Видано альбом «Українське народне малярство XIII — XX ст.» (у співавторстві з Вірою Іларіонівною Свєнціцькою).
- 1993 Захистив у Києві кандидатську дисертацію на тему «Народна течія в українському живописі XVII — XVIII ст.».
- 1994 Призначений директором Національного музею у Львові.
- 1995 Присуджено Національну премію України ім. Т. Шевченка.
- 1999—2004 Завідувач кафедри візантології Львівського національного університету ім. І. Франка.
- 1999 Видання альбому «Українська ікона XIV — XVIII ст.».
- 2001 Призначений начальником управління культури Львівської обласної державної адміністрації.
- 2003—2017 Директор Львівського державного коледжу декоративного і ужиткового мистецтва ім. І. Труша.
- 2017 Помер у Львові 25 травня, не доживши місяця до свого 67-го дня народження. Причиною смерті стало онкологічне захворювання. Був похований 27 травня в родинному гробівці на 75 полі Личаківського цвинтаря[2].

## Наукова діяльність
Мистецтвознавець відомий своїми дослідженнями народної ікони. Василь Откович у своїх працях розкриває таїнство та глибину сакральної творчості українців. Зокрема, дослідник виокремлює український іконопис в окремий пласт національної культури.
Василь Откович зазначив таке: «Характерним для українського іконопису, на відміну від сербського, болгарського чи російського, є те, що в Україні був дуже виразний саме народний напрямок. Не було тієї високої школи ремесла, але були високе відчуття краси та самобутнє розуміння того чи іншого релігійного сюжету».
Також науковець роздумує над національним спрямуванням мистецтва (Откович В. П. «Мистецтво- вічна загадка» «Простір — М». Львів 2010. ст. 217): «Очевидно, що у світовому масштабі цінують ті твори мистецтва, які мають універсальний характер, які виходять за межі тих чи інших конкретних соціальних проблем…утім, гадаю, універсальний космополітизм непридатний, а масштабне, універсальне мистецтво — так, і коли воно (мистецтво) набирає космополітичного характеру, то я це відніс би до того негативу, який спостерігається в нашій духовності, культурі, образотворчому мистецтві чи літературі…тут одразу напрошується інше питання — проблема національної ідеї, проблема патріотизму, проблема філософсько-естетичного плану, місце митця, творця в суспільстві…так уже склалось історично, що завжди в нас інтелігенція, митці в найважчий суспільний період відкладають набік і перо, і пензель - ідуть до народу й стають провідниками».

## Життєве кредо
«Де б ти не був, усюди можна робити щось корисне, мудре й добре для мистецтва та культури».

## Звання та нагороди
- Кандидат мистецтвознавства (1993).
- Лауреат Національної премії України ім. Т. Шевченка (1995).
- Орден «За заслуги» ІІІ ступеня (1999).
- Заслужений діяч мистецтв України (2006).
- В.о. професора Львівської національної академії мистецтв.
- Орден «За заслуги» II ступеня (2017)[3].